# José Ángel Ezcurra
José Ángel Ezcurra Carrillo (Orihuela, 3 de mayo de 1921 - Madrid, 1 de octubre de 2010) fue un periodista y editor español, fundador de la revista Triunfo, que en los sesenta y setenta, encarnó la cultura y las ideas de la izquierda de España y fue uno de los símbolos de la resistencia intelectual al franquismo.

## Biografía
Nacido en Orihuela (Alicante) el 3 de mayo de 1921, era hijo del también periodista Ángel Ezcurra Sánchez, que fue presidente de la Asociación de la Prensa de Valencia, y hermano del también periodista de Televisión Española, Luis Ezcurra. Trasladado con su familia a Valencia dos años más tarde, cursó 1.ª y 2.ª enseñanza (hasta el cuarto curso) en el Colegio de San José, donde compartió pupitre con Luis García Berlanga, y terminó el bachillerato en 1936 en el Instituto Blasco Ibáñez y compañero de becarios de “El Búho”, teatro universitario dirigido por Max Aub.
Durante la guerra civil, en la que no intervino por razón de edad, residió en Mallorca y en San Sebastián. Durante la etapa en San Sebastián nació su fraternal amistad con Juan Antonio Bardem. Tras la contienda inició sus estudios en la Facultad de Derecho de la Universidad de Valencia concordándolos con el inicio de su actividad periodística como crítico de cine en Las Provincias y corresponsal en Valencia de La Vanguardia, formando parte, también, del equipo de programación de Radio Mediterráneo, emisora a cuya dirección accedió en 1943, meses antes de finalizar su licenciatura en Derecho. En 1946 funda el semanario Triunfo, dedicado casi exclusivamente al cine y al teatro.
Las dificultades de la época para alcanzar la difusión nacional que pretendía,  obligaron a que, en 1948, la revista se trasladara a Madrid, donde no tardó en destacar por su desenfadado e innovador estilo informativo.
En 1949, se casa en Valencia con Mª Magdalena García Cervera.  Fruto del matrimonio son sus tres hijos José Ángel, Juan Luis y Milena.
En 1952, el vicesecretario general del Movimiento, Juan José Pradera, informado del éxito de Triunfo, decidió incorporar la revista a la Prensa del Movimiento proponiéndoselo a Ezcurra quien, argumentando que sus propósitos profesionales pretendían otros horizontes para su revista, rehusó cortésmente el ofrecimiento. En 1955, a propuesta de Juan Antonio Bardem y Muñoz Suay, Ezcurra se hace cargo de la edición y dirección de Objetivo, revista que, con el Cineclub Universitario de Salamanca, convocó las Conversaciones Nacionales Cinematográficas, acontecimiento fundamental en la historia del cine español. Objetivo fue suspendida por el poder político unos meses después.

## Triunfo como revista de información general
En 1957 Ezcurra, a instancias de José Monleón, fundó Primer Acto y, en desagravio a la injusta suspensión de Objetivo, funda en 1962, Nuestro Cine.
Como la estabilización de la década de 1960 afectó negativamente a la débil estructura económica de las revistas de cine y análogas, Ezcurra, a contracorriente, luchó hasta realizar su antiguo sueño de convertir a Triunfo en semanario de información general e iniciando así la época en que la revista alcanzaría muy alto nivel profesional y un profundo reconocimiento del mundo de la cultura. Incorporó al plantel de la revista a reconocidas firmas del periodismo como Eduardo Haro Tecglen, Manuel Vázquez Montalbán, Víctor Márquez Reviriego, Fernando Lara, Diego Galán, Santiago Roldán y José Luis García Delgado.
En 1971, Ezcurra, formando parte del Jurado Internacional que otorgaba en Niza el Premio Internacional de la Prensa, tarea que compartió con los directores de The Observer, Newsweek, Der Spiegel, Le Nouvel Observateur y L'Espresso, consiguió el Premio para La represión nacionalista de Granada en 1936 y la muerte de Federico García Lorca de Ian Gibson, libro editado en París por Ruedo Ibérico y, aunque prohibido en España, presentado por Triunfo al certamen.
En 1972 fundó Hermano Lobo y en 1974, Tiempo de Historia. En 1971 y 1975, Triunfo recibió dos graves sanciones acordadas en Consejo de Ministros que le suponen sendas suspensiones de cuatro meses y multas de un cuarto de millón de pesetas. Suspendida la revista cuando ocurre la muerte de Franco, los indultos que para los delitos de prensa acuerda el primer gobierno de la monarquía (Manuel Fraga, José María de Areilza, Marcelino Oreja, etc.) no se conceden a Triunfo que es obligada a cumplir la última grave sanción, por lo que no reaparece hasta enero de 1976.
El sucesivo descenso de su difusión obligó al semanario a convertirse en mensual y, en 1982 Triunfo desaparece definitivamente.
Los días 26 y 27 de octubre de 1992, en conmemoración del décimo aniversario de la desaparición de Triunfo, Ezcurra impulsa la celebración de unas jornadas en la Casa de Velázquez de Madrid con la participación de la mayor parte de los miembros del equipo editorial de la revista.
En 1995, bajo el impulso y supervisión de Ezcurra, se publicó el libro "Triunfo en su época", que recogió todas las intervenciones que tuvieron lugar en dichas jornadas, amén de una completa historia de la revista, escrita por el propio Ezcurra.
En 2003, la Generalidad de Cataluña, a propuesta de Manuel Vázquez Montalbán y del catedrático Carles Solà, le concedió la Creu de Sant Jordi.
En 2006, José Ángel Ezcurra donó a la Biblioteca Pública del Estado en su ciudad natal de Orihuela su biblioteca personal, así como las colecciones completas de las revistas Triunfo, Hermano Lobo, Tiempo de Historia, Primer Acto y Nuestro Cine y el archivo gráfico de Triunfo.  En agradecimiento, la Biblioteca de Orihuela otorgó el nombre de "Sala de Investigadores 'José Ángel Ezcurra'" a una de sus dependencias.  En 2007 se efectuó el acto oficial de puesta a disposición del público de dicha donación.
En 2006, fruto de la colaboración, impulsada por Ezcurra, entre la Universidad de Salamanca y Ediciones Pléyades, se culmina la digitalización de Triunfo (años 1962 a 1982), así como las de las colecciones completas de Hermano Lobo y Tiempo de Historia. 
En 2009, la Asociación de la Prensa de Madrid le concede el Premio Miguel Moya.